# Léchelle, Pas-de-Calais
Léchelle är en kommun i departementet Pas-de-Calais i regionen Hauts-de-France i norra Frankrike. Kommunen ligger i kantonen Bertincourt som tillhör arrondissementet Arras. År 2022 hade Léchelle 45 invånare.

## Befolkningsutveckling
Antalet invånare i kommunen Léchelle
| Referens: INSEE |